# Принстон (Минесота)
Принстон (енгл. Princeton) град је у америчкој савезној држави Минесота.

## Демографија
По попису из 2010. године број становника је 4.698, што је 765 (19,5%) становника више него 2000. године.
| Група             | 2000.         | 2010.         |
| Белци             | 3.846 (97,8%) | 4.475 (95,3%) |
| Афроамериканци    | 5 (0,1%)      | 18 (0,4%)     |
| Азијати           | 11 (0,3%)     | 13 (0,3%)     |
| Хиспаноамериканци | 35 (0,9%)     | 79 (1,7%)     |
| Укупно            | 3.933         | 4.698         |